# Löcknitz
Löcknitz er en flod i det nordlige Tyskland og en af Elbens bifloder  fra højre med en længde på 66 km. Den har sit udspring syd for Parchim  i  delstaten Mecklenburg-Vorpommern, og løber gennem Karstädt, Lenzen, og Dömitz i Brandenburg og Niedersachsen. Löcknitz munder ud i Elben i Wehningen, et par kilometer efter Dömitz. 